# Mesossoma (invaginação)
Na biologia celular, mesossoma (português europeu) ou mesossomo (português brasileiro) é uma invaginação da membrana plasmática para o interior do citoplasma; encontra-se em alguns tipos de bactéria.

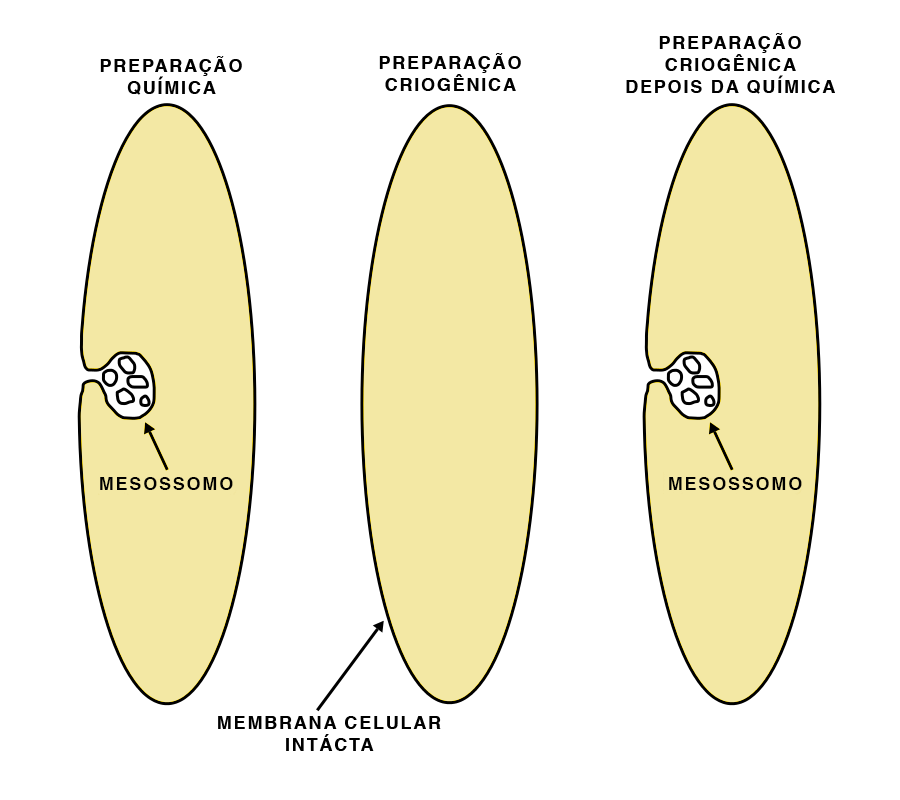
Figura que ilustra a formação do mesossoma por meio do processo de preparação químico para microscopia, onde se nota que onde é realizado o processo de preparação criogénico a estrutura não é formada.

Quando examinadas ao microscópio electrónico, as membranas plasmáticas bacterianas frequentemente parecem conter uma ou mais invaginações grandes e irregulares denominadas mesossomas.
George Chapman e James Hillier descrevem a estrutura como formando-se "em células bacterianas preparadas por fixação química para microscopia eletrônica, mas não por crio-fixação. Mesossomas são invaginações na membrana plasmática de bactérias que são produzidos pelas técnicas de fixação química usadas para preparar amostras para microscopia eletrónica."
Nem sempre é considerada uma função para estas invaginações, apesar de alguns autores considerarem as funções referidas acima. Alguns autores defendem que o mesossoma é um artefacto resultante das técnicas de fixação para observação em microscopia electrónica, não sendo organelo/organito das bacterias.